# Agrypnia straminea
Agrypnia straminea är en nattsländeart som beskrevs av Hagen 1873. Agrypnia straminea ingår i släktet Agrypnia och familjen broknattsländor. Inga underarter finns listade i Catalogue of Life.